# Ambiance (альбом)
Ambiance — студийный альбом американской джазовой пианистки Мэриэн Макпартлэнд, выпущенный в 1970 году на её собственном лейбле Halcyon Records. В записи приняли участие басист Майкл Мур и барабанщики Джимми Мэдисон и Билли Харт.

## Отзывы критиков
| Оценки критиков                            | Оценки критиков |
| Источник                                   | Оценка          |
| ------------------------------------------ | --------------- |
| AllMusic                                   | [ 2 ]           |
| The Encyclopedia of Popular Music          | [ 3 ]           |
| MusicHound Jazz: The Essential Album Guide | [ 4 ]           |
| The Rolling Stone Jazz Record Guide        | [ 5 ]           |
| The Rolling Stone Jazz & Blues Album Guide | [ 6 ]           |

Скотт Яноу из AllMusic отметил, что местами альбом звучит довольно свободно, а взаимодействие Макпартлэнд с басистом и барабанщиками очень чуткое, иногда почти телепатическое, и гораздо более смелое, чем можно было бы ожидать. Он также написал, что даже классические произведения здесь звучат так, будто их исполняют авангардисты. «Завораживающая музыка, которую стоит послушать несколько раз», — подытожил Яноу.

## Список композиций
1. «What Is This Thing Called Love?» (Коул Портер) — 6:03
2. «Aspen» (Мэриэн Макпартлэнд) — 3:08
3. «Sounds Like Seven» (Майкл Мур) — 3:50
4. «Ambiance» (Мэриэн Макпартлэнд) — 3:33
5. «Rime» (Майкл Мур) — 4:16
6. «Three Little Words» (Берт Калмар, Гарри Руби) — 3:29
7. «Hide and Seek With the Bombay Bicycle Club» (Майкл Мур) — 4:01
8. «Afterglow» (Мэриэн Макпартлэнд) — 4:39
9. «Lost One» (Мэриэн Макпартлэнд) — 3:55
10. «The Wisdom of the Heart» (Майкл Мур) — 2:47
11. «Glimpse» (Мэриэн Макпартлэнд) — 6:37

## Участники записи
- Мэриэн Макпартлэнд — фортепиано
- Майкл Мур — бас
- Джимми Мэдисон — ударные (треки 1—9)
- Билли Харт — ударные (треки 10—11)
- Хэнк О’Нил — звукорежиссёр

Все данные взяты из примечаний к альбому.